# هودوهومپولا
هودوهومپولا (به لاتین: Huduhumpola) یک منطقهٔ مسکونی در سری‌لانکا است که در استان مرکزی (سری‌لانکا) واقع شده‌است.